# Groothusen
Groothusen ist ein altes Langwurtendorf in der Gemeinde Krummhörn im Westen Ostfrieslands, ungefähr 15 Kilometer nordwestlich der Seehafenstadt Emden mit 428 Einwohnern (Stand: 31. Dezember 2024). Die Warft hat eine Länge von etwa 500 Metern und eine Breite von etwa 130 Metern.

## Geschichte

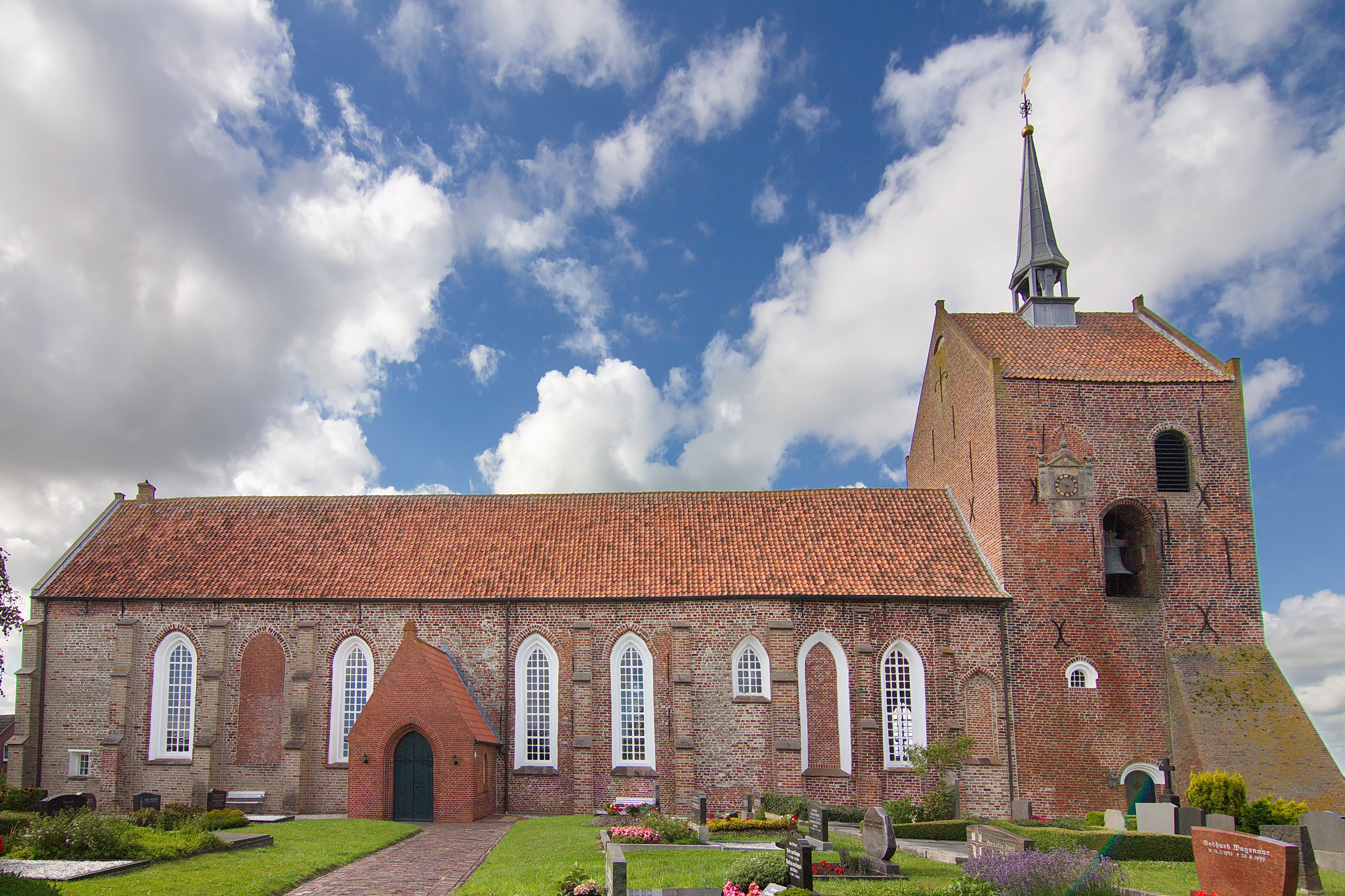
St.-Petrus-Kirche

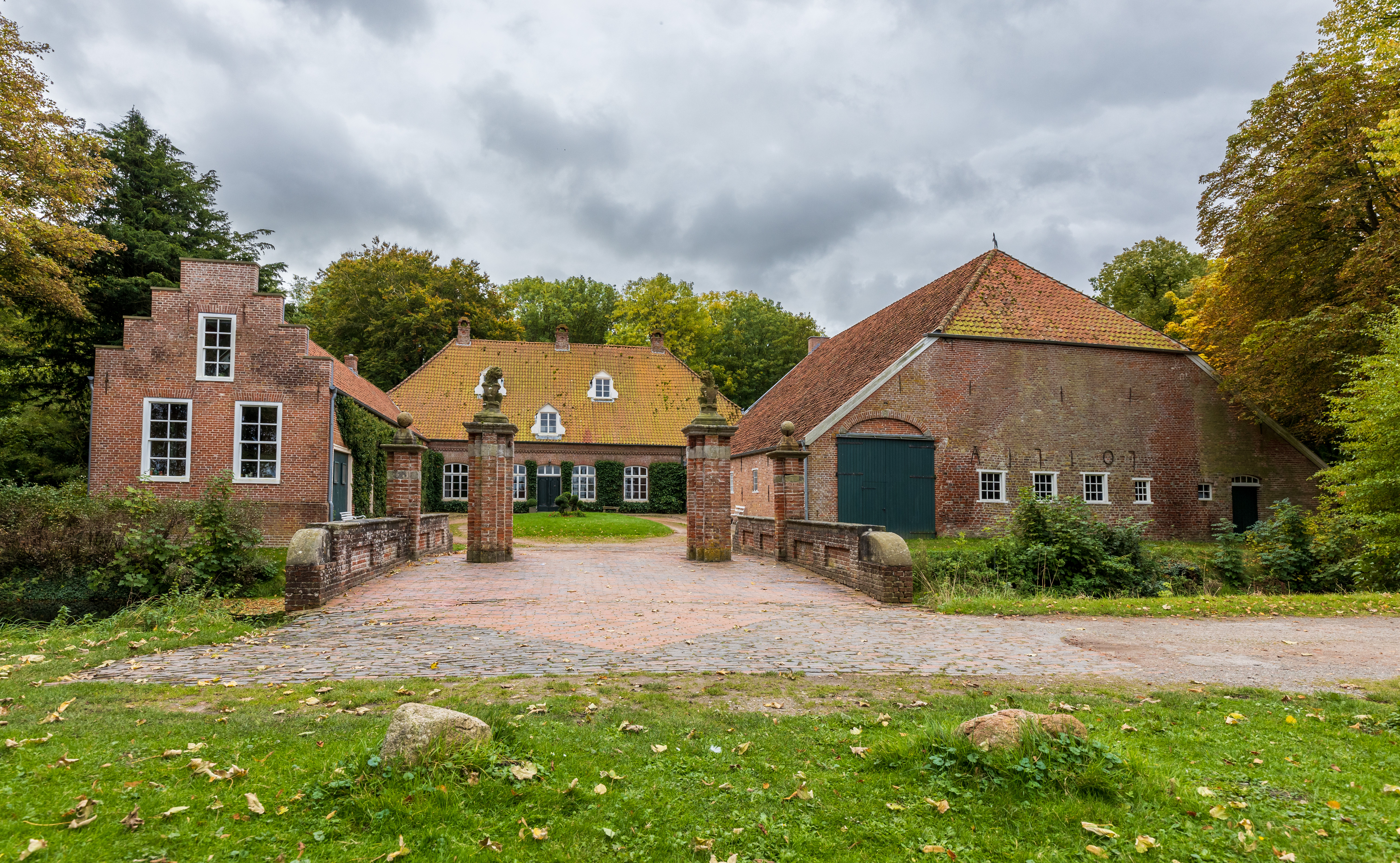
Osterburg

Nach dem Heberegister des Klosters Werden (Werdener Urbaren) wird der Ort erstmals um das Jahr 1000 unter dem Namen Husum erwähnt, der Ort hat aber wohl bereits im 8. Jahrhundert seinen Ursprung. Nach örtlich erfolgten Ausgrabungen kann auf ein Wikdorf, d. h. einen Handelsplatz, geschlossen werden. Er wurde an einem Priel angelegt, der in die sogenannte Bucht von Sielmönken mündete, die heute vollständig verlandet ist.
Die Entfernung zur Küste betrug damals nur etwa 500 m und so verliefen in unmittelbarer Nähe die Seeverkehrswege des friesischen Fernhandels, unter anderem zwischen Dorestad und Haithabu.  Friesische Kaufleute stapelten hier ihre Waren und fanden bei längeren Aufenthalten im Ort Unterkunft. Nach der Bedeichung im 13. Jahrhundert hat Groothusen seine Bedeutung als Handelsplatz verloren. Neben Groothusen findet man in Ostfriesland weitere Langwurtendörfer in Grimersum (Krummhörn), Jemgum und Hatzum (Rheiderland), im Ortskern von Oldersum (Moormerland) und in Nesse (Norder Marsch).
Bereits im frühen Mittelalter war Husum Sitz einer münsterschen Propstei. Den nordwestlichen Abschluss des lang gestreckten Warfdorfes bildet die große St.-Petrus-Kirche, eine der sechs Propsteikirchen des alten Emsgaues, mit ihrem massigen Kirchturm. Die Glocke stammt aus dem Jahre 1526. Der aus dem Jahre 1590 in Blaustein geschlagene Grabstein der Adda von Meckenaborg, Herrin von Groothusen, gilt als besondere Kostbarkeit. Neben weiteren sehenswerten Grabplatten stellen das von Ghert Klinghe 1454 gegossene prächtige bronzene Taufbecken und die wertvolle Orgel von Johann Friedrich Wenthin (1798–1801) mit ihren einzigartigen Flötenklängen weitere Sehens- und Hörenswürdigkeiten der alten Kirche dar.
Drei Burgen, die Oster-, Middel- und Westerburg zierten zu früheren Zeiten das Dorfbild Groothusens. Nur die Osterburg – um 1490 neu errichtet – blieb bis heute erhalten, die beiden anderen wurden in Fehden 1400 und 1432 von den Hamburgern zerstört. Die Osterburg liegt an der Ostseite des Dorfes an einem Landschaftsschutzgebiet mit langer, alter Lindenallee. Sie beherbergt heute zahlreiche geschichtliche Erinnerungsstücke.
1744 fiel Groothusen wie ganz Ostfriesland an Preußen. Die preußischen Beamten erstellten 1756 eine statistische Gewerbeübersicht für Ostfriesland. In jenem Jahr gab es in Groothusen 23 Kaufleute und Handwerker, darunter fanden sich jeweils drei Bäcker, Leineweber und Schneider, jeweils zwei Böttcher, Schmiede, Schuster und Zimmerleute sowie jeweils ein Glaser und Barbier. Die drei Kaufleute handelten mit Kleinigkeiten von Salz, Tabak und Seife.
Im Zuge der hannoverschen Ämterreform 1859 wurde das Amt Greetsiel aufgelöst und dem Amt Emden zugeschlagen, Groothusen gehörte seitdem zum letztgenannten. Bei der preußischen Kreisreform 1885 wurde aus dem Amt Emden der Landkreis Emden gebildet, dem Groothusen danach angehörte.
Jahrhundertelang waren die natürlichen Tiefs und die Entwässerungskanäle, die die Krummhörn in einem dichten Netz durchziehen, der wichtigste Verkehrsträger. Über Gräben und Kanäle waren nicht nur die Dörfer, sondern auch viele Hofstellen mit der Stadt Emden und dem Hafenort Greetsiel verbunden. Besonders der Bootsverkehr mit Emden war von Bedeutung. Dorfschiffer übernahmen die Versorgung der Orte mit Gütern aus der Stadt und lieferten in der Gegenrichtung landwirtschaftliche Produkte: „Vom Sielhafenort transportierten kleinere Schiffe, sog. Loogschiffe, die umgeschlagene Fracht ins Binnenland und versorgten die Marschdörfer (loog = Dorf). Bis ins 20. Jahrhundert belebten die Loogschiffe aus der Krummhörn die Kanäle der Stadt Emden.“
Torf, der zumeist in den ostfriesischen Fehnen gewonnen wurde, spielte über Jahrhunderte eine wichtige Rolle als Heizmaterial für die Bewohner der Krummhörn. Die Torfschiffe brachten das Material auf dem ostfriesischen Kanalnetz bis in die Dörfer der Krummhörn, darunter auch nach Groothusen. Auf ihrer Rückfahrt in die Fehnsiedlungen nahmen die Torfschiffer oftmals Kleiboden aus der Marsch sowie den Dung des Viehs mit, mit dem sie zu Hause ihre abgetorften Flächen düngten.
Im April 1919 kam es zu sogenannten „Speckumzügen“ Emder Arbeiter, an die sich Landarbeiterunruhen anschlossen. Zusammen mit dem Rheiderland war der Landkreis Emden der am stärksten von diesen Unruhen betroffene Teil Ostfrieslands. Arbeiter brachen in geschlossenen Zügen in die umliegenden Dörfer auf und stahlen Nahrungsmittel bei Bauern, wobei es zu Zusammenstößen kam. Die Lage beruhigte sich erst nach der Entsendung von in der Region stationierten Truppen der Reichswehr. Als Reaktion darauf bildeten sich in fast allen Ortschaften in der Emder Umgebung Einwohnerwehren. Die gemeinsame Einwohnerwehr Pewsums, Woquards und Groothusens war die nach Kopfzahl stärkste im Landkreis Emden und umfasste 140 Personen. Diese verfügten über 40 Waffen. Aufgelöst wurden die Einwohnerwehren erst nach einem entsprechenden Erlass des preußischen Innenministers Carl Severing am 10. April 1920.
Die Kreisbahn Emden–Pewsum–Greetsiel, an der Groothusen einen Haltepunkt hatte, wurde im Mai 1963 stillgelegt und nachfolgend abgebaut.
Am 1. Juli 1972 wurde Grothusen in die neue Gemeinde Krummhörn eingegliedert.

## Persönlichkeiten
- Diedrich Janßen-Jennelt (1889–1983), Lehrer und Kunstmaler
- Udo Smidt (1900–1978), evangelisch-reformierter Geistlicher und Superintendent der lippischen Landeskirche